# Kalvarienberg (Banská Štiavnica)

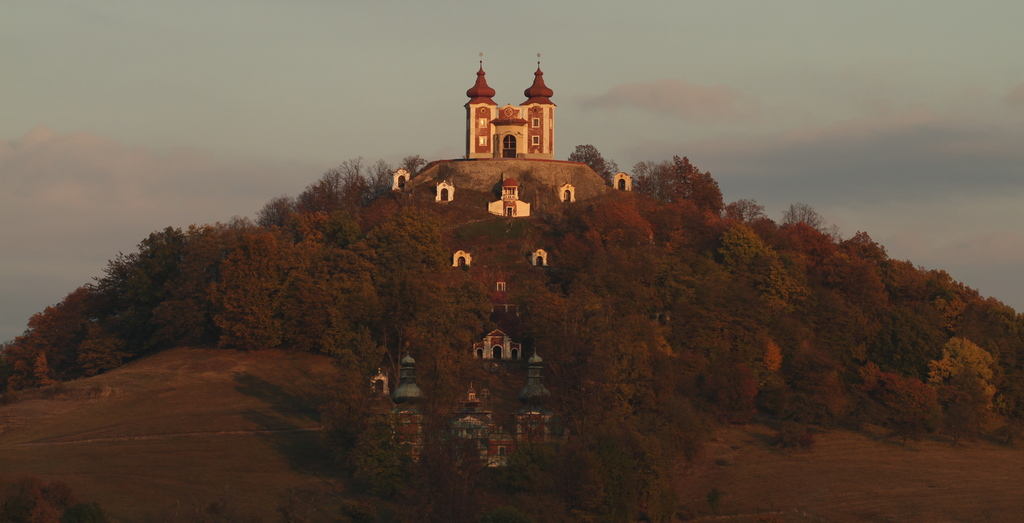
Gesamtansicht, unten die Slowakische, oben die Deutsche Kirche

Der Kalvarienberg in Banská Štiavnica, deutsch: Schemnitz, steht in Banská Štiavnica, einer Stadt in der Slowakei. Der Kalvarienberg wurde zwischen 1744 und 1751 gebaut. Das als Pilgerweg auf einem Berg angelegte barocke Ensemble besteht aus 25 Stationen, dazu gehören 24 Kapellen, 2 Kirchen, die Heilige Stiege und die Statuengruppe der Schmerzensmutter unter dem Kreuz. Zusammen mit der historischen Altstadt und technischer Bergbauanlagen in der Umgebung ist er Teil einer UNESCO-Welterbestätte in der Slowakei.

## Geschichte

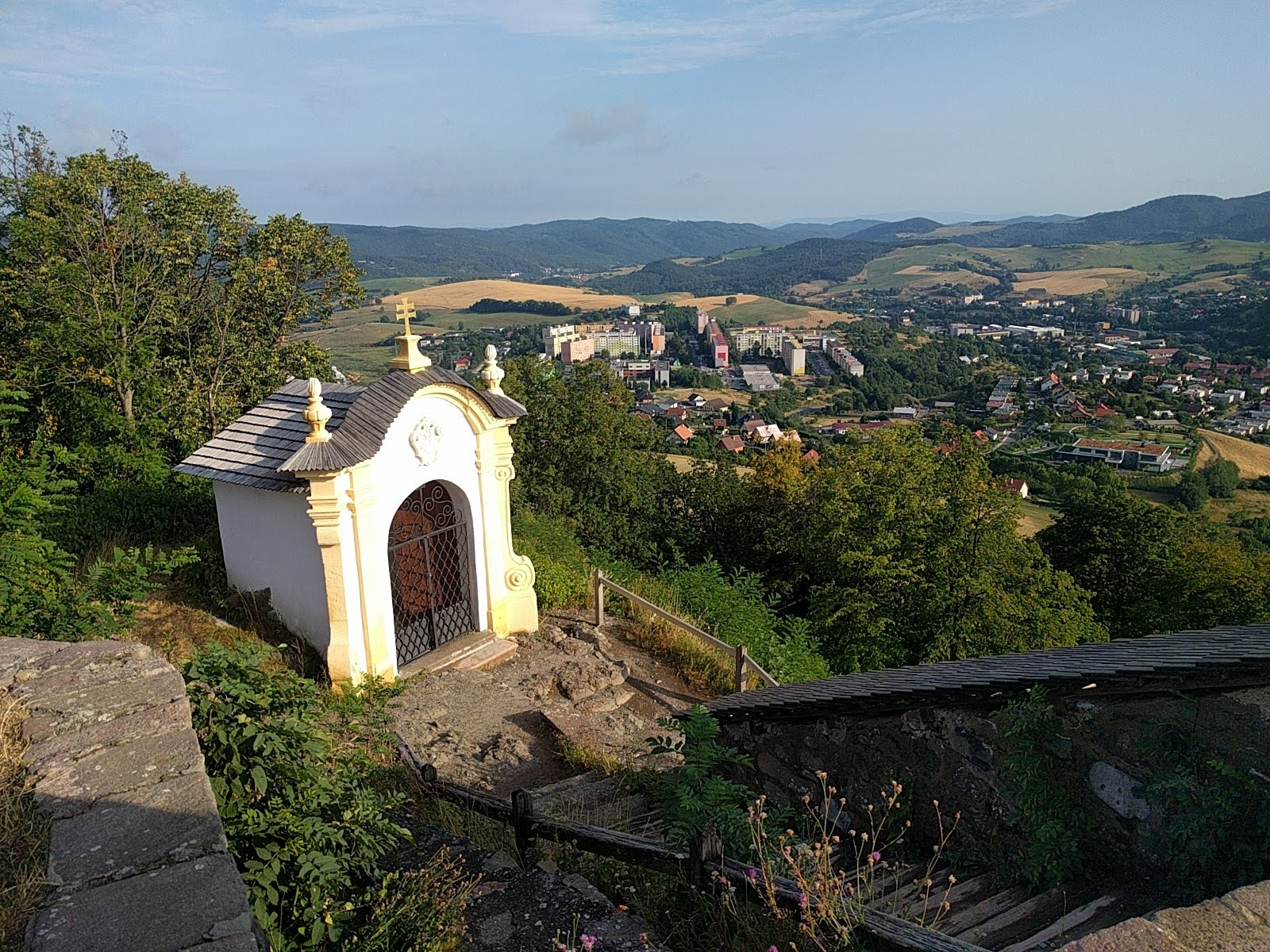
Blick vom Gipfel über die Station 18 auf die Stadt

Die barocke Anlage wurde nach einer Idee und auf Initiative des Jesuitenpriesters Franz Perger auf dem erloschenen Vulkankegel Scharffenberg (Ostrý vrch) in der Nähe und oberhalb der Stadt errichtet. Schemnitz prosperierte im 18. Jahrhundert durch den Bergbau und war damit in der Lage, den Bau finanziell zu unterstützen. Reiche Bürger, Adlige und Beamte der kaiserlichen Bergbauverwaltung spendeten Geld, und Hauer leisteten praktische Handarbeit beim Bau. Die Kapellen der Anlage zeigen an ihren Fronten die Wappen der Spender, z. B. von Kaiser Franz I. Stephan von Lothringen, der am Dreifaltigkeitsfest 1751 den Berg besuchte. Am 14. September 1744 wurde der Grundstein gelegt und mit dem Bau der Oberkirche begonnen. Für die Verwaltung und Pflege wurde ein Fonds (Kalvarienfonds/Kalvársky fond) eingerichtet.
Der Kalvarienberg war die folgenden 200 Jahre lang ein beliebter Pilgerort. Diese Funktion verlor er ab 1951, da die kommunistische Regierung in diesem Jahr den Kalvarienfonds verstaatlichte und das Pilgern, das schon ab 1948 eingeschränkt wurde, gänzlich verbot. Der Verfall der Anlage setzte ein. Vandalismus und Kunstraub trugen auch nach dem Zusammenbruch der kommunistischen Diktatur 1990 zum weiteren Verfall bei. Erst 2007, mit der Aufnahme in die Liste der 100 meistgefährdeten Denkmäler der Welt durch den World Monuments Fund, wurde mit der Rettung, dem Wiederaufbau und der bis heute immer noch nicht abgeschlossenen Renovierung (Stand 2019) begonnen. Der Kalvarienberg ist heute (2019) ein beliebtes touristisches Ausflugsziel. Es finden dort regelmäßig Wallfahrten, Heilige Messen und kulturelle Veranstaltungen statt.

## Kurze Chronologie
- 1744, 14. September: Grundsteinlegung für die Oberkirche.
- 1751, 14. September: Einweihung der gesamten Anlage, Gründung des Kalvarienfonds.
- 1894: Einige Kapellen werden von dem Architekten Wilhelm Grossmann und dem Schnitzer Josef Krause renoviert.
- 1945: Schwere Beschädigungen bei der Eroberung der Stadt durch sowjetische Truppen.
- 1948: Beschränkungen der Pilgerfahrten durch die Staatsorgane.
- 1951: Verstaatlichung des Kalvarienfonds und Verbot des Pilgerns.
- 1978–1981: Rekonstruktionsarbeiten unter der Leitung des Dekans Karol Beňovic.
- 1989–2007 und weiter: Nach dem Fall des Eisernen Vorhangs kommt es zu Kunstraub, Diebstahl der Kupferdächer und Vandalismus.
- 1993: Zusammen mit dem historischen Stadtzentrum Aufnahme in die Liste des Weltkulturerbes der UNESCO.
- 2007, Juni: Aufnahme in die Liste der 10 meistgefährdesten Denkmäler der Welt durch den World Monuments Fund.
- 2007, September: Sicherung der erhalten Barockstatuen und Reliefs im Museum des Alten Schlosses (Starý zámok) und Eröffnung der Ausstellung Kalvarienberg im Asyl[2]
- 2008: Wiederauflage des Kalvarienfonds in Zusammenarbeit mit dem Kulturministerium der Slowakei und dem World Monuments Fund (WMF).
- 2008–2016: Aufbau einer Freilichtbühne über der „Unteren Kirche“, Elektrifizierung des gesamten Areals, statische Sicherung der Oberen Kirche, Erneuerung der Statuengruppe der Schmerzensmutter unter dem Kreuz, Rekonstruktion der äußeren Bereiche und der Wege, Aufbau des Informationszentrums, Publikation des Führers Der Pilgerweg auf dem Kalvarienberg.

## Komposition der Anlage

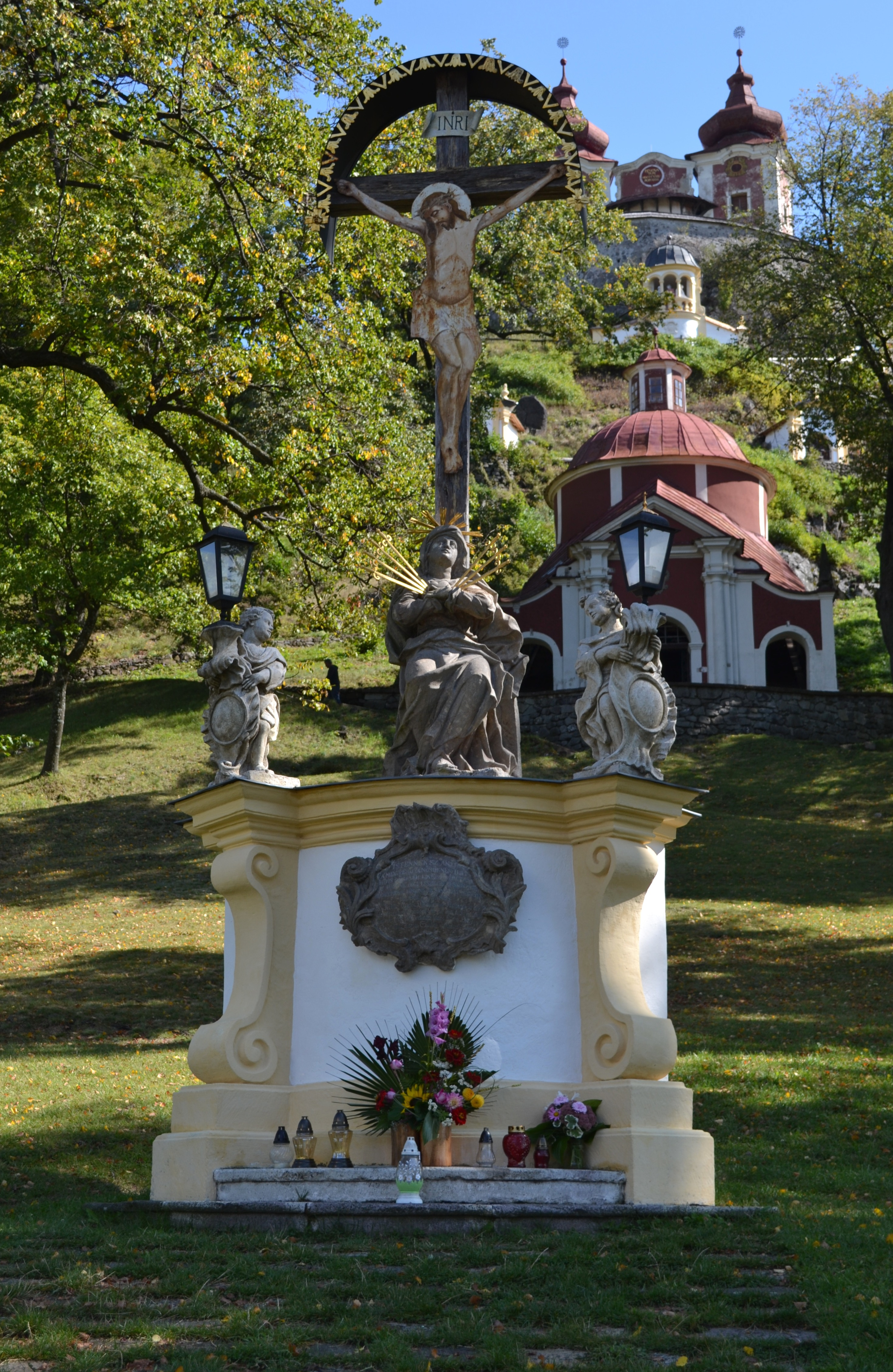
Die Achse von unten (Schmerzensmutter unter dem Kreuz) bis oben (Deutsche Kirche)

Die einzelnen Stationen (Kapellen) sind symmetrisch angeordnet und auf mäßig an- oder absteigenden Wegen erreichbar. Sie zeigen das Leben und die Leiden Jesu Christi und die Leiden seiner Mutter Maria. Die Kapellen und die Kirchen sind mit bunten Holzreliefs aus der Werkstatt des Dionysius Stanetti (1710–1767) und Fresken des österreichischen Barockmalers Anton Schmidt ausgestattet, die hinter Gittern geschützt die Ereignisse szenisch darstellen. Beschriftete Tafeln geben in Deutsch und Slowakisch kurze Erklärungen, so dass sich der Inhalt der Darstellungen leicht erschließt.
Die Stationen (siehe unten) sind von 1 bis 25 durchnummeriert, 1 bis 17 bergauf von West nach Ost auf der nördlichen Seite des Bergs, dann 18 bis 25 bergab auf der südlichen Seite. Die Nummerierung folgt der Legende des Kalvarienfonds.
Die Stationen lassen sich vier Bereichen zuordnen:
1. Bereich: Die Vorbereitungsstationen am Fuße des Berges (Station 1–3),

2. Bereich: Die Achse des Berges mit vier Hauptstationen (A–D) von unten nach oben:

(A) Slawische Unterkirche (Station 4–6),

(B) Heilige Stiege mit der Kapelle der heiligen Dreifaltigkeit (Station 8) auf halber Höhe des Bergs,

(C) Ecce Homo und Kerker (Station 13) direkt unterhalb des Gipfels,

(D) Deutsche Oberkirche (Station 16 und 17) auf dem Gipfel,

3. Bereich: Passionsszenen Jesu (Station 7, 9, 10–12, 14, 15, 25) auf der linken, nördlichen Seite,

4. Bereich: Schmerzen Marias (Station 18–24) auf der rechten, südlichen Seite, spiegelbildlich zum 3. Bereich.

## Die Stationen

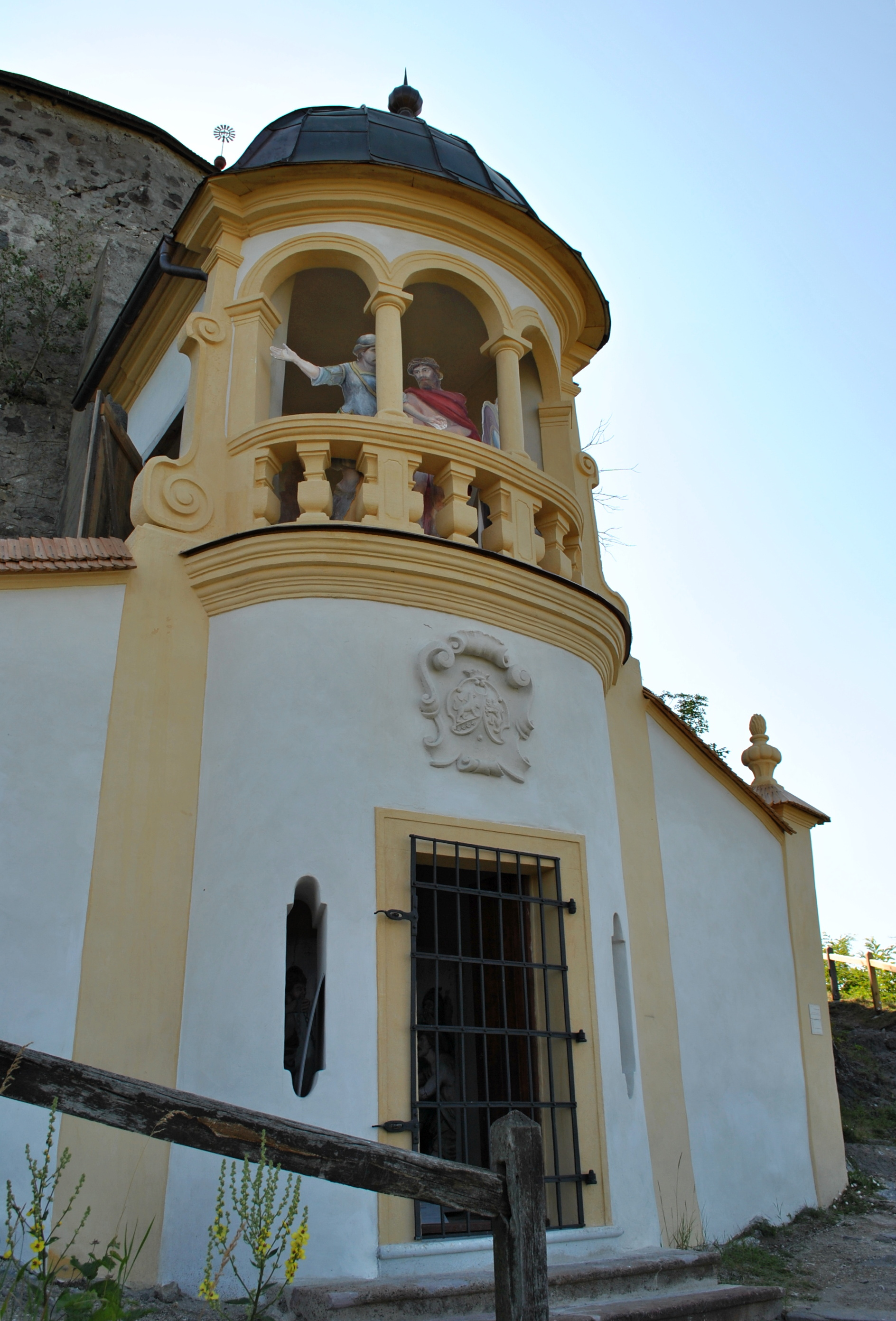
Szene 'Ecce Homo', darunter der Kerker, Station 13

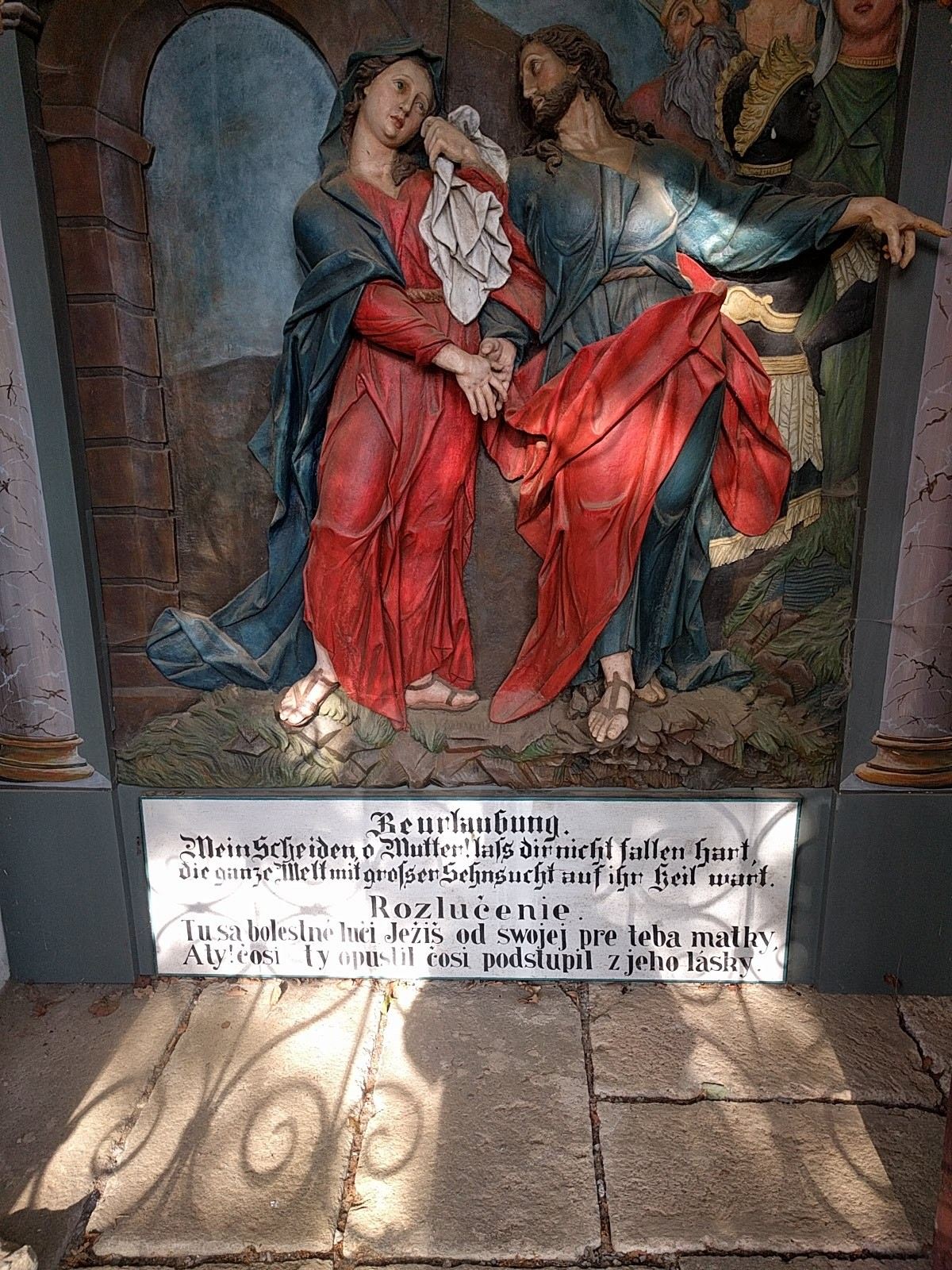
Jesus begegnet seiner Mutter, Station 21

1. Kapelle Jesus verabschiedet sich von seiner Mutter
2. Kapelle Jesus wird vom Teufel versucht
3. Kapelle Jesus wäscht den Aposteln die Füße
4. Kapelle des Heiligen Herzens Jesu in der Slowakischen Unterkirche (A) eingebaut. Hier eine Ausstellung zur Geschichte und zur Renovierung des Kalvarienbergs
5. Kapelle Das Abendmahl in der Unterkirche
6. Kapelle der Schmerzhaften Gottesmutter in der Unterkirche
7. Kapelle Gebet Jesu am Ölberg
8. Kapelle der Heiligen Dreifaltigkeit neben der Heiligen Stiege (B)
9. Kapelle Jesus wird von Judas verraten
10. Kapelle Jesus vor Kaiphas
11. Kapelle Jesus vor Herodes
12. Kapelle Geißelung Jesu
13. Kapelle Ecce Homo und der Kerker (C)
14. Kapelle Jesus trägt das Kreuz
15. Kapelle Jesus wird an das Kreuz geschlagen
16. Kapelle Kreuzigung in der Deutschen Oberkirche (D) eingebaut
17. Kapelle Heiliges Grab hinter der Oberkirche angebaut, einzige Station auf Ostseite des Bergs
18. Kapelle Beschneidung Jesu
19. Kapelle Flucht nach Ägypten
20. Kapelle Der zwölfjährige Jesus im Tempel
21. Kapelle Jesus begegnet seiner Mutter
22. Kapelle Maria unter dem Kreuz
23. Kapelle Jesus im Schoß seiner Mutter (Pieta)
24. Kapelle Grablegung Jesu
25. Statuengruppe Schmerzensmutter unter dem Kreuz, links hinter der Unterkirche